# Ciżmówka iglastodrzewna

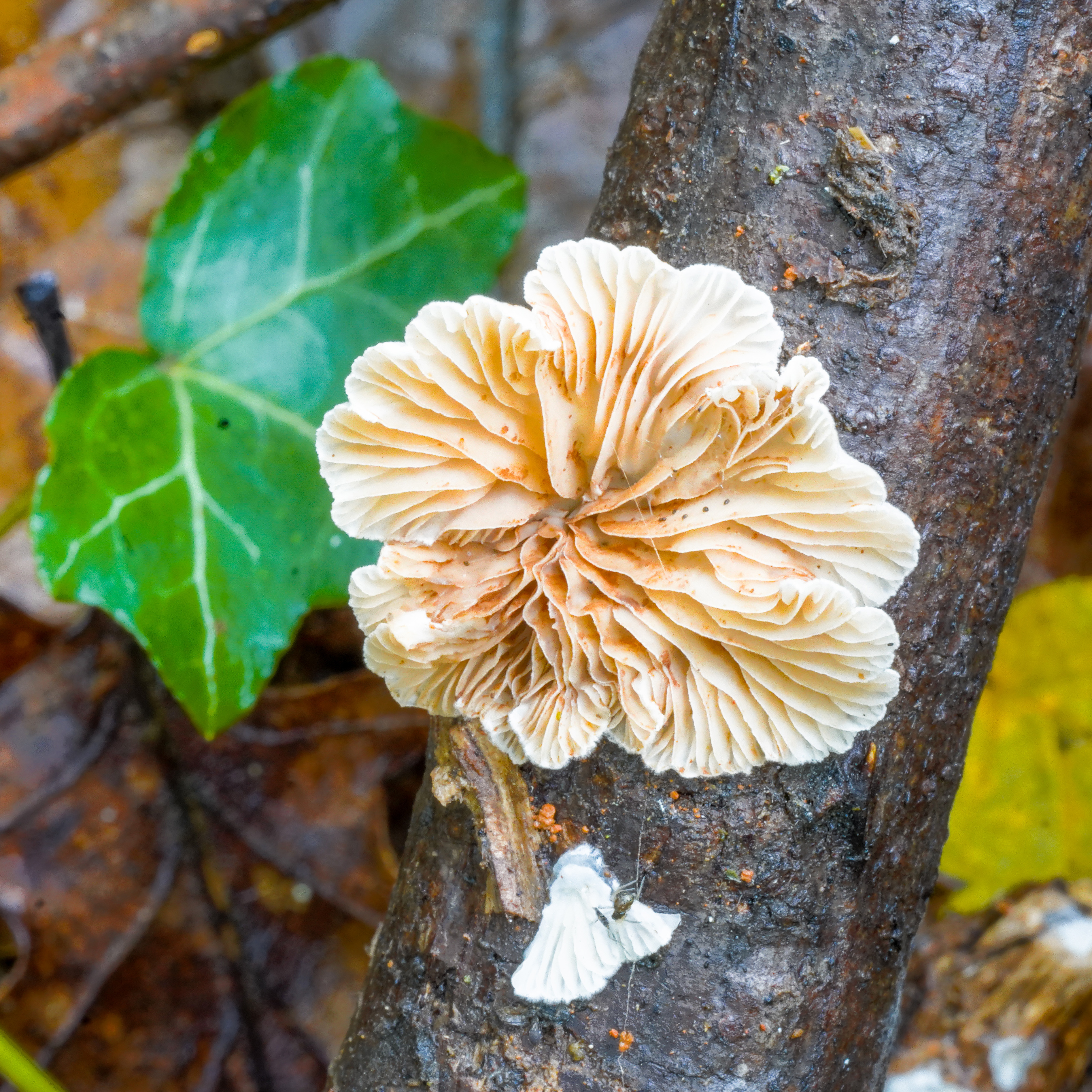
Bardzo podobna ciżmówka ciemnoblaszkowa

Ciżmówka iglastodrzewna (Crepidotus kubickae Pilát) – gatunek grzybów należący do rodziny ciżmówkowatych (Crepidotaceae).

## Systematyka i nazewnictwo
Pozycja w klasyfikacji według Index Fungorum: Crepidotus, Crepidotaceae, Agaricales, Agaricomycetidae, Agaricomycetes, Agaricomycotina, Basidiomycota, Fungi.
Po raz pierwszy opisał go w 1851 r. Albert Pilát na glebie wśród mchów w Czechach. Podał holotyp. Nazwą gatunkową uczcił czeskiego lekarza i mykologa Jiří Kubička. W Polsce gatunek ten jest traktowany jako synonim Crepidotus cesati var. subsphaerosporus (J.E. Lange) Senn-Irlet 1995. Władysław Wojewoda w 2003 r. zaproponował nazwę ciżmówka ciemnoblaszkowa odmiana różowozarodnikowa, ale Komisja ds. Polskiego Nazewnictwa Grzybów przy Polskim Towarzystwie Mykologicznym w 2025 r. zarekomendowała nazwę ciżmówka iglastodrzewna.

## Morfologia
Kapelusz
O średnicy 2–26 mm, półkolisty, rzadziej zaokrąglony, wiotki, młode okazy często kopytkowate, później półkuliste do wypukłych, z szeroko wygiętym brzegiem, czasami lekko płatkowate, siedzące, przytwierdzony bocznie lub grzbietowo, nieprążkowane, z wyjątkiem bardzo starych, higrofanicznych okazów. Powierzchnia matowa, filcowata, biała i nie zmieniająca barwy po wysuszeniu; w miejscu przytwierdzenia czasami kosmkowo-filcowata.
Trzon
Występuje tylko u bardzo młodych okazów.
Blaszki
L = 12–20, l = 1–3, gęste lub średnio gęste, o szerokości do 3 mm, brzuchate, wąsko przyrośnięte do przyrośniętych, początkowo białe, później kremowe do łososiowych lub różowocynamonowe. Ostrza białawe i strzępiaste.
Trzon ekscentryczny, czasami wyraźny, krótki i gruby, często tylko pseudotrzon. Powierzchnia biała, kosmkowata lub owłosiona.
Miąższ
Cienki, biały, bez zapachu, o smaku lekko ściągającym lub bez smaku.
Wysyp zarodników
Ochrowopłowy do płowego lub różowawocynamonowego.
Cechy mikroskopowe
Zarodniki 6–9 × 4,5–7 μm, Q = 1,2–1,45, w widoku z przodu szeroko podłużne do podłużnych lub jajowate do odwrotnie jajowatych, kolczaste z kolcami wyraźnie widocznymi, słabo do umiarkowanie ubarwione. Podstawki 17–32 × 6–10 μm, czterozarodnikowe. Cheilocystydy (13–) 22–60 × 6–12 μm, wąsko-workowate, cylindryczne lub maczugowate, w górnej części przeważnie rozgałęzione, często przypominające poroże, czasami wygięte lub kątowe, szkliste, cienkościenne. Skórka typu przejściowego między trichodermą a luźnym cutis, przeważnie z prostymi, czasami zwiniętymi, szklistymi strzępkami o szerokości 2,5–6(–8) μm i niezróżnicowanymi komórkami końcowymi, na brzegu z pilocystydami w kształcie cheilocystyd. Brak pigmentu. Sprzążki obecne we wszystkich częściach grzyba.

## Występowanie i siedlisko
W Polsce podano wiele stanowisk. Aktualne stanowiska podaje także internetowy atlas grzybów (jako ciżmówka ciemnoblaszkowa odm. różowozarodnikowa). Znajduje się w nim na liście gatunków zagrożonych i wartych objęcia ochroną.
Nadrzewny grzyb saprotroficzny. Rozwija się na gałęziach, konarach i kłodach drewna iglastego (świerk, jodła, sosna), rzadko na drewnie liściastym. Występuje w klimacie miarkowanym lub borealnym od nizin do strefy subalpejskiej (najwyższa wysokość: 1670 m). Częsty tylko w strefie borealnej i w górach. Owocniki od sierpnia do listopada.